# Рафаел Ратао
Рафаел Рожеріо да Сілва (порт. Rafael Rogerio da Silva), більш відомий як Рафаел Ратао (порт. Rafael Ratão, нар. 30 листопада 1995) — бразильський футболіст, нападник «Тулузи».

## Кар'єра
Народився у місті Каскавел, Парана. Розпочав грати на дорослому рівні за  «Понте-Прету», взявши участь у 13 матчах Серії А і забивши 2 голи у сезоні 2013 року
В подальшому грав за ряд нижчолігових бразильських клубів. Також форвард нетривалий час виступав в Японії за клуб «Альбірекс Ніїгата» та в Південній Кореї за «Чунджу Хуммель».
5 липня 2018 року підписав трирічний контракт з луганською «Зорею»

## Досягнення
- Чемпіон Словаччини (3):

«Слован»: 2018/19, 2019/20, 2020/21
- Володар Кубка Словаччини (2):

«Слован»: 2019/20, 2020/21
- Володар Кубка Франції (1):

«Тулуза»: 2022/23